# 김만증 초상
김만증 초상(金萬增 肖像)은 대한민국 충청남도 논산시에 있는, 광산 김씨 종중에서 대대로 보관해온 가전(家傳) 유물이다. 2010년 7월 30일 충청남도의 유형문화재 제202호로 지정되었다.

## 개요
초상 2점으로 그 중 전신상 全身像은 평상복 차림인 심의 深衣 (유학자들의 예복 중 하나)에 복건 福巾을 쓰고 공수 拱手 (두 손을 어긋매껴 마주 잡는 일) 자세를 취한 좌안팔분면 左顔八分面의 입상이다. 
후덕한 얼굴과 품이 넉넉한 심의에 감싸인 당당한 풍채 風采가 인상적이며, 흰 머리칼과 수염으로 미루어 노년기의 모습이다. 얼굴은 갈색 선으로 윤곽을 잡고 갈색 담채로 피부색을 표현했으며 이마와 코, 광대뼈 등에 약간 더 진한 채색을 가해 굴곡을 나타냈다. 이목구비와 주름살도 선으로만 그렸고 눈썹과 머리칼, 수염을 한 올 한 올 정성껏 표현했다. 눈은 먹 선으로 윤곽을 그리고 흰자위에 약간의 홍색을 더해 생기를 부여했다. 검은 색 복건에는 선을 덧그어 주름을 나타냈고, 심의의 주름은 일정한 굵기의 먹 선으로만 표현하여 평면적인 느낌을 준다.
김만증 반신상 半身像은 화면에 얼굴이 있지만 전신상에 비해 보존 상태가 양호하다. 장황 裝潢도 원래의 모습을 간직하고 있으며, 보관에 쓰인 보자기와 상자까지 온전히 전한다. 반신상의 형상이나 세부 표현은 전신상과 거의 같다.
김만증 초상은 광산김씨종중에서 대대로 보관해온 가전 家傳 유물로서 유전 遺傳 경로가 분명하고, 화풍상 육리문법 肉理文法(얼굴 살결무늬를 그려 피부 질감과 색감을 극대화하는 조선후기 초상화법)으로 피부 결을 표현하고 옷주름에 음영을 더해 사실감을 드러내기 이전, 즉 선염과 필선을 위주로 하던 17세기 초상화법을 간직하고 있으며, 화면에 드러난 풍모와 인상으로 미루어 김만증이 세상을 떠나기 전 18세기 초에 제작된 작품이다. 
현재 알려진 조선시대 초상화 중 전신상이 드물고 동시에 제작된 반신상이 같이 보존되어 왔다는 점에서 가치가 있으며, 실물대에 근사한 규모와 내용, 작품성이 있다. 

## 참고 자료
- 김만증 초상 - 국가유산청 국가유산포털
- 김만증 초상[깨진 링크(과거 내용 찾기)] - 논산시 문화관광